# Joe Abercrombie
Joe Abercrombie (* 31. prosince 1974) je britský spisovatel.

## Život
Joe Ambercrombie se narodil v Lancasteru v Anglii. Poté, co vystudoval obor psychologie, dal se na práci televizního producenta. Po nějaké době přešel na práci soukromého střihače, během pauzy mezi zaměstnáními v roce 2002 začal psát svou prvotinu The Blade Itself (Sama čepel). Tu dokončil o dva roky později a v roce 2006 ji vydal. Skončil s prací střihače a naplno se vrhl na dráhu spisovatele a začal psát další knihy série První zákon (Before They Are Hanged, 2007 a Last Argument of Kings, 2008). 
V současnosti žije a pracuje v Londýně se svou manželkou a dcerou.

## Dílo
Název a rok anglického vydání:
Série První zákon
- The Blade Itself (2006) / Sama čepel
- Before They Are Hanged (2007) / Až budou viset
- Last Argument of Kings (2008) / Poslední argument králů
- Best Served Cold (2009) / Nejlépe chutná za studena
- The Heroes (2009) / Hrdinové
- Red Country (2012) / Rudá země
- Sharp Ends (2016) / Ostré konce. Příběhy ze světa Prvního zákona

Série Moře střepů
- Half a King (2014) / Půl krále
- Half the World (2015) / Půl světa
- Half a War (2015) / Půl války

Série Věk šílenství
- A Little Hatred  (2019) / Trocha zlé krve. Kniha první
- The Trouble With Peace (2020) / Potíže s mírem. Kniha druhá
- The Wisdom of Crowds (2021) / Moudrost davů. Kniha třetí